# باسكال باولي
باسكوالي باولي (بالفرنسية: Pascal Paoli )‏ (و. 1725 – 1807 م) هو سياسي، وضابط من كورسيكا، وكان عضوًا في الجمعية الملكية، توفي في لندن، عن عمر يناهز 82 عاماً.

## جوائز
حصل على جوائز منها:
- زميل في الجمعية الملكية.

## روابط خارجية
- باسكوالي باولي على موقع الموسوعة البريطانية (الإنجليزية)
- باسكوالي باولي على موقع إن إن دي بي (الإنجليزية)